# Franz Lankes
Franz Lankes (* 23. August 1968) ist ein deutscher Biathlontrainer, Skitechniker, Begleitläufer im Behindertensport und früherer Biathlet.
Franz Lankes begann 1983 mit dem Biathlonsport. Er war als aktiver Biathlet Teil des bundesdeutschen Nationalkaders, erreichte aber keine nennenswerten Erfolge. Er startete im Alpencup sowie bei Bayerischen und Deutschen Biathlonmeisterschaften. Nach der aktiven Karriere wurde er Schüler-Biathlontrainer in Chiemgau. Nach sieben Jahren ging er als Skitechniker zum schwedischen Biathlon-Nationalteam und betreute hier unter anderem Magdalena Forsberg. Danach wurde Lankes Skitechniker der Deutschen Behinderten-Nationalmannschaft Ski-Nordisch. Daneben war er Begleitläufer der Skilangläuferin und Biathletin Verena Bentele, die er unter anderem bei den Winter-Paralympics 2002, und 2006 begleitete. Mit ihr gewann er sechs Gold- und eine Bronzemedaille. Vor den Paralympics 2006 wohnte sie bei Lankes und dessen Familie. Mit Wilhelm Brem gewann er über die 10-km-Langlaufstrecke 2002 in Salt Lake City paralympisches Bronze.
Für den Gewinn der Goldmedaillen 2002 erhielt er am 8. Mai 2002 von Bundespräsident Johannes Rau das Silberne Lorbeerblatt.